# Hovhannes XI. von Bayburt
Hovhannes XI. von Bayburt (* als Hovhannes Çamaşırciyan 1757 in Konstantinopel oder Bayburt; † 26. Juli 1817 in Skutari) war der 58. armenische Patriarch von Konstantinopel (1800–1801 und 1802–1813) und Erzbischof. Er war Schüler von Patriarch Zacharia II. (Kağizmanlı Zakarya;  1719–1799). 

## Leben
Seine Ausbildung erhielt er an der von Patriarch Hagop II. Nalyan gegründeten Schule gegenüber dem Patriarchatsgebäude. Vor seiner Wahl zum Patriarchen lebte er im Stadtviertel Balat. Er wurde zweimal armenischer Patriarch von Konstantinopel. Das erste Mal vom 19. Mai 1800 bis 19. Oktober 1801 und das zweite Mal vom 3. Dezember 1802 bis 1. September 1813. Während seiner Amtszeit wurden sieben Kirchen von Grund auf wiederaufgebaut. Als 1807 britische Schiffe vor Heybeliada ankerten, half Hovhannes XI. von Bayburt tatkräftig bei der Verstärkung der Befestigungsanlagen und wurde vom überraschten Sultan Selim III. belohnt, der nun selber auch Hand anlegte. 1813 musste Hovhannes XI. wegen gesundheitlicher Probleme vom Amt zurücktreten. Er verbrachte die letzten Jahre im Gästehaus des Jerusalemer Patriarchats an der Yenimahalle in Skutari, auf der asiatischen Seite des Bosporus. Dort überließ er dem späteren Historiker und Dozenten Avedis Berberyan Quellenmaterial und soll diesen für die Geschichtsschreibung begeistert haben. Er starb 1817 in Skutari.